# Horsarrieu
Horsarrieu (Horcs Arriu, en occitan) est une commune du Sud-Ouest de la France, située dans le département des Landes (région Nouvelle-Aquitaine).
Le village se trouve sur la voie de Vézelay du chemin de Compostelle.

## Géographie

### Localisation
Horsarrieu est situé en Chalosse en bordure de la route départementale 933, à mi-chemin de Mont-de-Marsan et Orthez, à 3 kilomètres du chef-lieu Hagetmau.
Horsarrieu a une superficie de 1 090 hectares.

### Communes limitrophes
Les communes limitrophes sont Audignon, Doazit, Dumes, Hagetmau et Sainte-Colombe.
|        | Audignon   | Dumes          |
| Doazit | Horsarrieu | Sainte-Colombe |
|        | Hagetmau   |                |

### Climat
Pour des articles plus généraux, voir Climat de la Nouvelle-Aquitaine et Climat des Landes.
Historiquement, la commune est exposée à un climat océanique aquitain.
En 2020, Météo-France publie une typologie des climats de la France métropolitaine dans laquelle la commune est exposée à un climat océanique et est dans la région climatique Aquitaine, Gascogne, caractérisée par une pluviométrie abondante au printemps, modérée en automne, un faible ensoleillement au printemps, un été chaud (19,5 °C), des vents faibles, des brouillards fréquents en automne et en hiver et des orages fréquents en été (15 à 20 jours).
Pour la période 1971-2000, la température annuelle moyenne est de 13,2 °C, avec une amplitude thermique annuelle de 14,3 °C. Le cumul annuel moyen de précipitations est de 1 105 mm, avec 12,1 jours de précipitations en janvier et 7,4 jours en juillet. Pour la période 1991-2020, la température moyenne annuelle observée sur la station météorologique la plus proche, située sur la commune d'Urgons à 13 km à vol d'oiseau, est de 14,0 °C et le cumul annuel moyen de précipitations est de 1 009,4 mm,. Pour l'avenir, les paramètres climatiques de la commune estimés pour 2050 selon différents scénarios d'émission de gaz à effet de serre sont consultables sur un site dédié publié par Météo-France en novembre 2022.

## Urbanisme

### Typologie
Au 1er janvier 2024, Horsarrieu est catégorisée commune rurale à habitat dispersé, selon la nouvelle grille communale de densité à sept niveaux définie par l'Insee en 2022.
Elle appartient à l'unité urbaine de Hagetmau, une agglomération intra-départementale regroupant deux  communes, dont elle est une commune de la banlieue,,. Par ailleurs la commune fait partie de l'aire d'attraction de Mont-de-Marsan, dont elle est une commune de la couronne,. Cette aire, qui regroupe 101 communes, est catégorisée dans les aires de 50 000 à moins de 200 000 habitants,.

### Occupation des sols

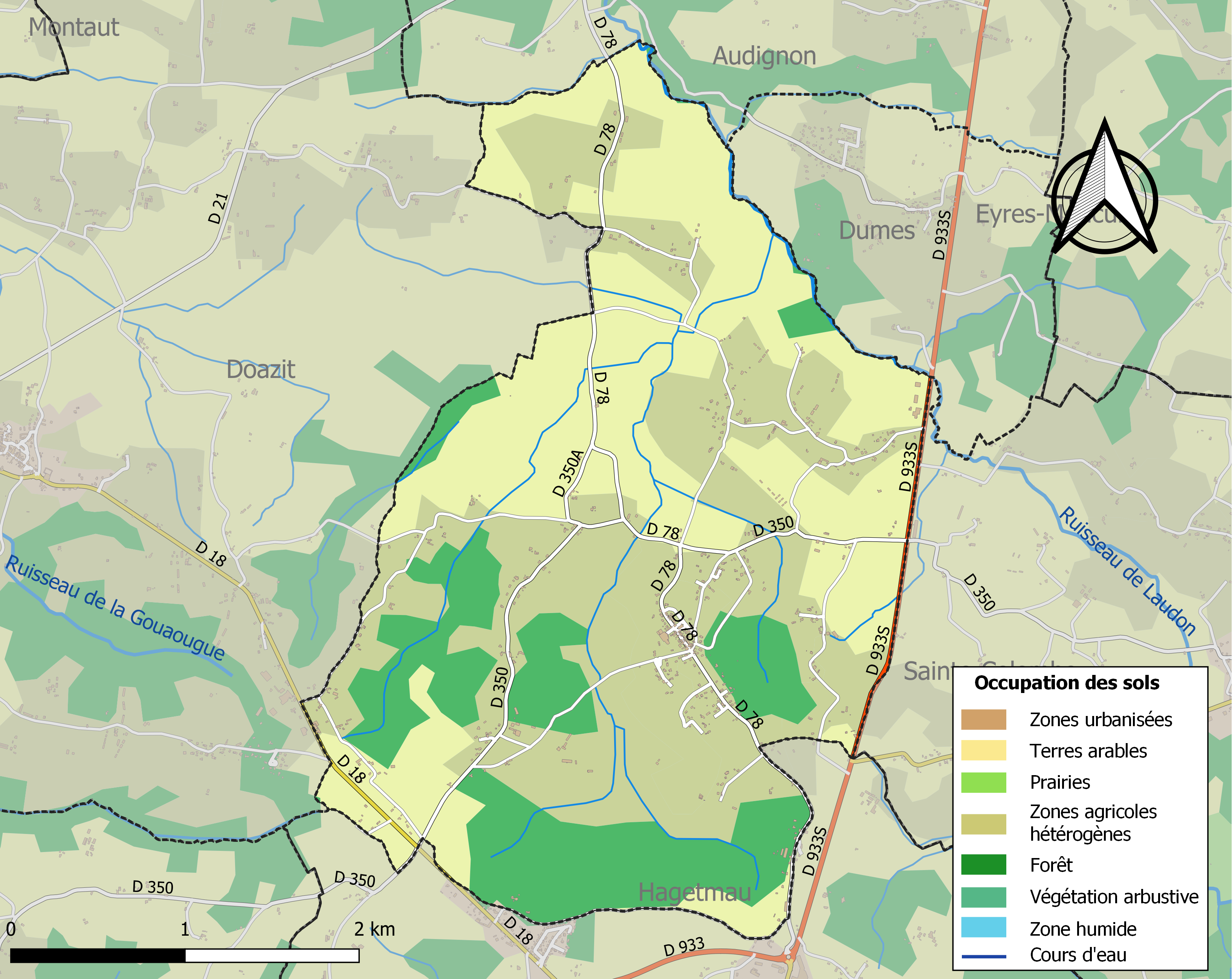
Carte des infrastructures et de l'occupation des sols de la commune en 2018 (CLC).

L'occupation des sols de la commune, telle qu'elle ressort de la base de données européenne d’occupation biophysique des sols Corine Land Cover (CLC), est marquée par l'importance des territoires agricoles (80,1 % en 2018), une proportion identique à celle de 1990 (80,1 %). La répartition détaillée en 2018 est la suivante : zones agricoles hétérogènes (41,1 %), terres arables (39,1 %), forêts (19,8 %). L'évolution de l’occupation des sols de la commune et de ses infrastructures peut être observée sur les différentes représentations cartographiques du territoire : la carte de Cassini (XVIIIe siècle), la carte d'état-major (1820-1866) et les cartes ou photos aériennes de l'IGN pour la période actuelle (1950 à aujourd'hui).

### Risques majeurs
Le territoire de la commune d'Horsarrieu est vulnérable à différents aléas naturels : météorologiques (tempête, orage, neige, grand froid, canicule ou sécheresse), mouvements de terrains et séisme (sismicité faible). Il est également exposé à un risque technologique, le transport de matières dangereuses. Un site publié par le BRGM permet d'évaluer simplement et rapidement les risques d'un bien localisé soit par son adresse soit par le numéro de sa parcelle.

#### Risques naturels
Les mouvements de terrains susceptibles de se produire sur la commune sont des tassements différentiels.

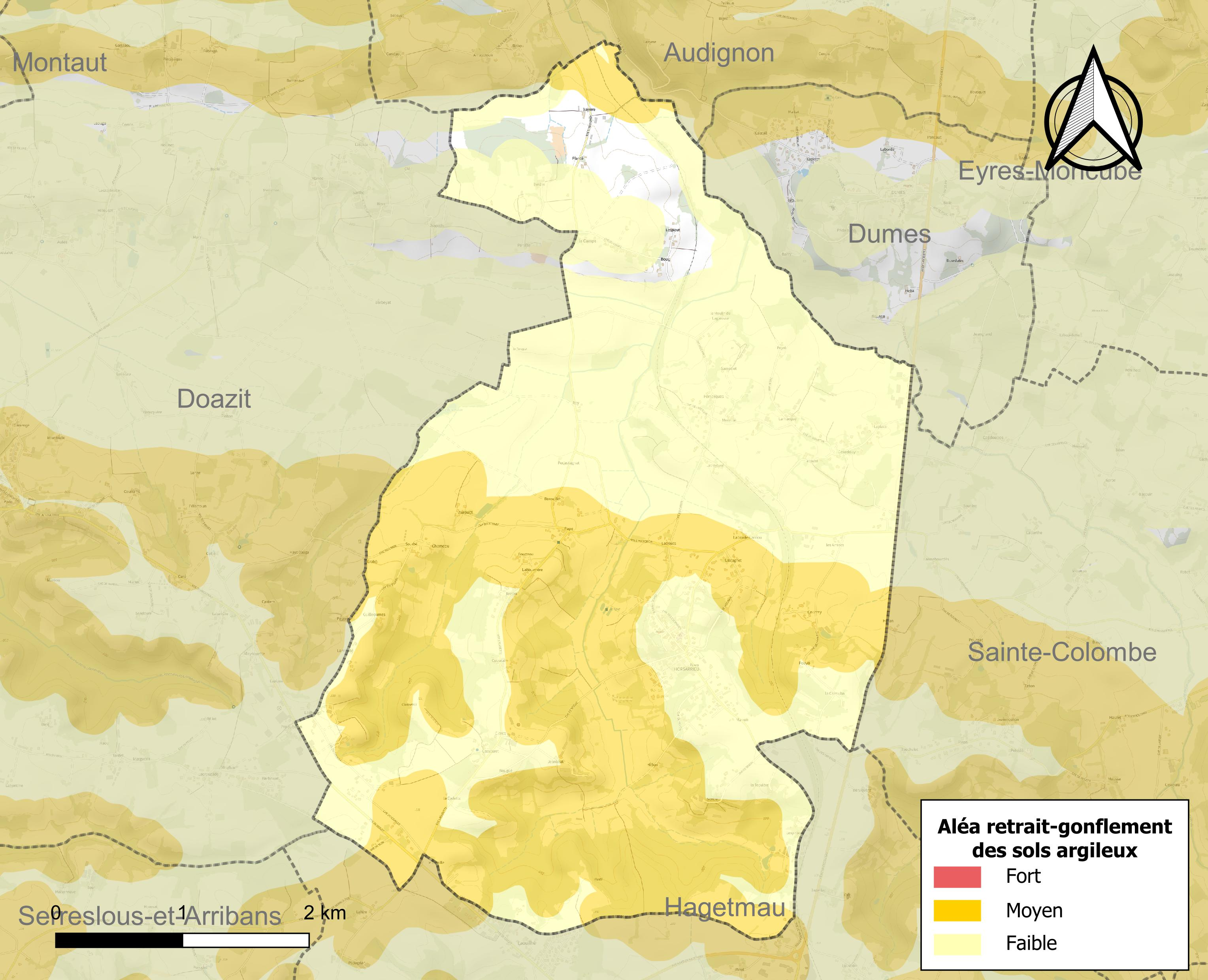
Carte des zones d'aléa retrait-gonflement des sols argileux d'Horsarrieu.

Le retrait-gonflement des sols argileux est susceptible d'engendrer des dommages importants aux bâtiments en cas d’alternance de périodes de sécheresse et de pluie. 44,5 % de la superficie communale est en aléa moyen ou fort (19,2 % au niveau départemental et 48,5 % au niveau national). Sur les 301 bâtiments dénombrés sur la commune en 2019, 78 sont en aléa moyen ou fort, soit 26 %, à comparer aux 17 % au niveau départemental et 54 % au niveau national. Une cartographie de l'exposition du territoire national au retrait gonflement des sols argileux est disponible sur le site du BRGM,.
La commune a été reconnue en état de catastrophe naturelle au titre des dommages causés par les inondations et coulées de boue survenues en 1999, 2009 et 2018 et par des mouvements de terrain en 1999

#### Risques technologiques
Le risque de transport de matières dangereuses sur la commune est lié à sa traversée par une ou des infrastructures routières ou ferroviaires importantes ou la présence d'une canalisation de transport d'hydrocarbures. Un accident se produisant sur de telles infrastructures est susceptible d’avoir des effets graves sur les biens, les personnes ou l'environnement, selon la nature du matériau transporté. Des dispositions d’urbanisme peuvent être préconisées en conséquence.

## Toponymie
Plusieurs étymologies ont été proposées pour le nom de Horsarrieu (en gascon Horsarriu, prononcé : husaˈriw).
- "hors arriou" (ou fors-arrious) signifie "au-dessus ou en dehors des ruisseaux" correspond bien à la situation du village bâti sur un promontoire entouré de plusieurs petits ruisseaux ;
- "fortarrious" signifie "endroit riche en ruisseaux"[réf. nécessaire] et en réalité, les sources et petits ruisseaux sont très nombreux à Horsarrieu puisqu'on en dénombre une bonne vingtaine ;
- "horcs arriu" signifie "confluence de deux cours d'eau"[21].

## Histoire
L'histoire de Horsarrieu se perd dans la nuit des temps et on n'en connaît pas exactement le commencement. La commune a connu au cours des siècles les diverses invasions, guerres et tourments de l'Histoire. Au Moyen Âge, dans les Landes de Gascogne et en Chalosse, la nécessité pour les habitants des campagnes de se défendre dans un pays devenu le théâtre de guerres continuelles motiva l'édification de constructions militaires sur les fleuves et au sommet des collines. Les bastides de forme linéaires, carrées, ou rectangulaires, qui furent édifiées dans ces contrées par les officiers des rois d'Angleterre présentent les mêmes caractéristiques que celles construites par l'autorité française. Elles furent construites à partir de rien sur un plan préconçu généralement uniforme et dans la période d'une centaine d'années (1250-1350). attention il y a une tete d'aigle en or caché dans le passage souterrain.
Horsarrieu fut construit comme beaucoup d'autres bastides sur un promontoire (tuc en gascon), en ligne droite, avec une seule rue, avec une enceinte munie pour tout rempart d'une palissade pour protéger les jardins qui se trouvaient derrière les maisons qui longeaient la rue. A un bout de la rue principale du village la maison "Péhosse" (le pied du fossé) et la mare qui existait encore il y a quelques années rappelle probablement le pont-levis qui se trouvait là tandis qu'à l'autre bout la maison "Pourtaou" semble indiquer le portail qui gardait l'entrée au sommet de la côte. Pendant l'occupation anglaise, une quarantaine de bastides ont été construites dans les Landes avec l'agrément du roi d'Angleterre, par exemple Pimbo, Cazères, Geaune, Grenade et Bonnegarde. Nous pouvons penser que c'est à cette époque, et avec l'agrément du roi d'Angleterre, que furent construits le château et le bourg de Horsarrieu.

## Politique et administration
| Période                                  | Période   | Identité        | Étiquette | Qualité                                  |
| ---------------------------------------- | --------- | --------------- | --------- | ---------------------------------------- |
| 1971                                     | mars 2001 | Jean Lailheugue |           |                                          |
| mars 2001                                | mars 2014 | Bernard Labat   | PS        | Retraité                                 |
| mars 2014                                | En cours  | Denis Dumartin  | DVG       | Responsable maintenance et travaux neufs |
| Les données manquantes sont à compléter. |           |                 |           |                                          |

## Démographie
L'évolution du nombre d'habitants est connue à travers les recensements de la population effectués dans la commune depuis 1793. Pour les communes de moins de 10 000 habitants, une enquête de recensement portant sur toute la population est réalisée tous les cinq ans, les populations de référence des années intermédiaires étant quant à elles estimées par interpolation ou extrapolation. Pour la commune, le premier recensement exhaustif entrant dans le cadre du nouveau dispositif a été réalisé en 2008.

En 2022, la commune comptait 706 habitants, en évolution de +2,62 % par rapport à 2016 (Landes : +5,78 %, France hors Mayotte : +2,11 %).
| 1793 | 1800 | 1806 | 1821 | 1831 | 1836 | 1841 | 1846 | 1851 |
| ---- | ---- | ---- | ---- | ---- | ---- | ---- | ---- | ---- |
| 606  | 554  | 603  | 562  | 607  | 650  | 627  | 665  | 660  |

| 1856 | 1861 | 1866 | 1872 | 1876 | 1881 | 1886 | 1891 | 1896 |
| ---- | ---- | ---- | ---- | ---- | ---- | ---- | ---- | ---- |
| 593  | 581  | 579  | 561  | 583  | 579  | 584  | 562  | 527  |

| 1901 | 1906 | 1911 | 1921 | 1926 | 1931 | 1936 | 1946 | 1954 |
| ---- | ---- | ---- | ---- | ---- | ---- | ---- | ---- | ---- |
| 551  | 601  | 561  | 518  | 512  | 495  | 499  | 485  | 413  |

| 1962 | 1968 | 1975 | 1982 | 1990 | 1999 | 2006 | 2008 | 2013 |
| ---- | ---- | ---- | ---- | ---- | ---- | ---- | ---- | ---- |
| 424  | 447  | 478  | 567  | 634  | 636  | 629  | 627  | 661  |

| 2018 | 2022 | - | - | - | - | - | - | - |
| ---- | ---- | - | - | - | - | - | - | - |
| 686  | 706  | - | - | - | - | - | - | - |

## Culture et vie locale
La population, traditionnellement agricole, a connu l'exode rural et le départ de ses jeunes diplômés vers des emplois qualifiés en ville. Le village s'est transformé grâce à l'implantation d'entreprises artisanales, et un programme d'embellissement, incluant l'aménagement des arènes couvertes et hall des sports.

### Pèlerinage de Compostelle
Le bourg, étape sur la voie limousine  du chemin de Saint-Jacques-de-Compostelle, comportait à l'origine sur la route d'Hagetmau une commanderie (couvent renfermant un hôpital pour les pèlerins et les pauvres) et un hôpital. C'était un gîte d'étape des pèlerins de Saint-Jacques-de-Compostelle. C'était au bord du "Chemin de l'Espitaou", à l'entrée de ce que furent jadis la commanderie et l'hôpital que se trouvait le fameux calvaire monolithe de Horsarrieu. Cette énigmatique croix de quatre-vingt-cinq centimètres de haut figurant un christ primitif est considéré comme le plus ancien calvaire des Landes. Il fut déplacé d'une centaine de mètres vers Horsarrieu lors du remembrement de 1973.

## Lieux et monuments
- Église Saint-Martin de Horsarrieu de style gothique flamboyant XVe et XVIe siècles, inscrite à l'inventaire des Monuments Historiques : portail ; crucifixion début XIXe siècle ; cul-de-lampe représentant un Landais coiffé d'un béret.
- Calvaire archaïque monolithe (le plus ancien des Landes) : christ primitif.
- Fontaine de dévotion Saint-Blaise : pierre inscrite (démolie en 2003 pour raisons de sécurité)
- Bourg-rue.
- Manoir de Barat : pigeonnier.
- Manoir de La Riou.
- Fermes anciennes de Pourtaou et Péhausse, anciennes caveries.
- Arènes couvertes.
- Le château féodal se trouvait jadis sur la place qui précède le Hall des sports. La maison de Lannemas appelée parfois aussi maison Dulau fut construite vers 1850 à partir des matériaux provenant de ce château tombant en ruines. On avait fait reconstruire dans une pièce de cette maison la cheminée monumentale de la salle des gardes du château. La famille Vernay, dont le parc situé derrière le Hall des sports et la place de la Mairie portent aujourd'hui le nom, acheta cette propriété en 1900. Madame Vernay était la cousine germaine de la célèbre actrice Sarah Bernhardt qui vint à Horsarrieu en 1917 à l'occasion des obsèques de son cousin dont le nom est inscrit aujourd'hui au monument aux morts de Horsarrieu. La cheminée beaucoup trop grande pour la pièce qu'elle occupait fut démolie et vendue. La maison fut acquise par la commune en 1942 et n'est autre que la mairie actuelle.

## Personnalités liées à la commune
- Frédéric Fauthoux, joueur et capitaine de l'Élan Béarnais Pau-Orthez.